# Sphaerotheca leucorhynchus
Sphaerotheca leucorhynchus är en groddjursart som först beskrevs av Rao 1937.  Sphaerotheca leucorhynchus ingår i släktet Sphaerotheca och familjen Dicroglossidae. IUCN kategoriserar arten globalt som otillräckligt studerad. Inga underarter finns listade i Catalogue of Life.